# Photoscotosia prasinotmeta
Photoscotosia prasinotmeta är en fjärilsart som beskrevs av Louis Beethoven Prout 1940. Photoscotosia prasinotmeta ingår i släktet Photoscotosia och familjen mätare. Inga underarter finns listade i Catalogue of Life.